# ローレンス・オリヴィエ
ブライトンのオリヴィエ男爵ローレンス・オリヴィエ（Laurence Kerr Olivier, Baron Olivier of Brighton OM, 1907年5月22日 - 1989年7月11日）は、イギリスの俳優、映画監督、一代貴族。アカデミー賞を受賞し、シェイクスピア俳優としても有名。20世紀の名優として多くの映画人から称賛される。本名はローレンス・カー・オリヴィエ（Laurence Kerr Olivier）。愛称はラリー（Larry）。3度の結婚歴があり、妻の一人にはヴィヴィアン・リーがいる。

## 生涯

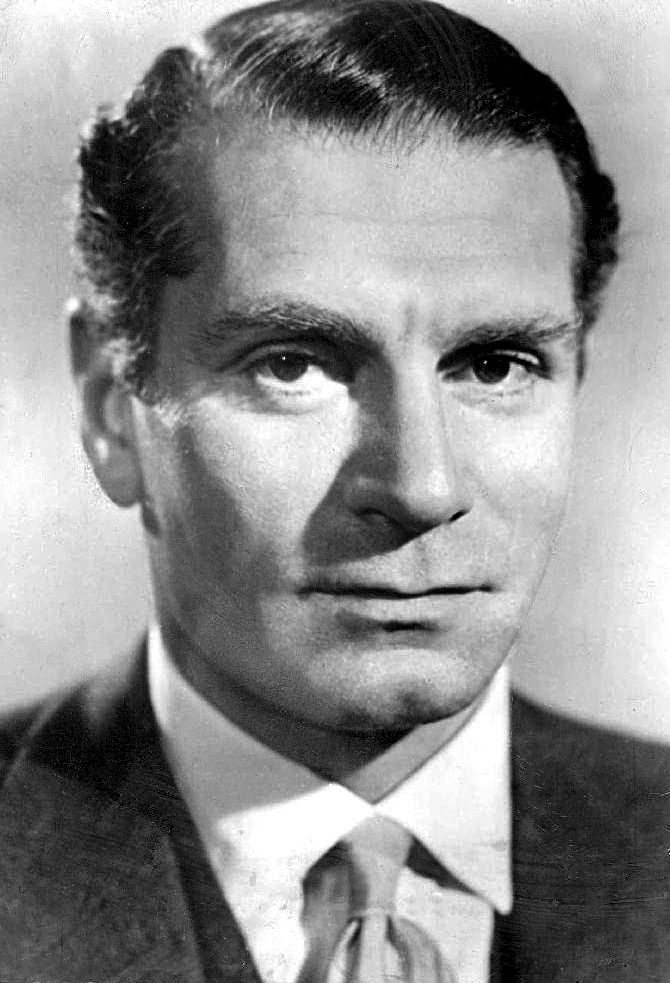
『寄席芸人』（1960年）の宣材写真

サリーのドーキングに生まれる。父はイングランド国教会牧師であったジェラルド・カー・オリヴィエ。のちにオリヴィエは自伝において「上品だが貧しく、野心を抱くには最も適した環境に育った」と記している。3歳の時にロンドンへ移り、母の希望で9歳でオール・セインツ教会聖歌隊に所属し、音楽を学ぶかたわら演技の勉強もした。12歳で母を病気で亡くす。1921年にオックスフォードのセント・エドワーズ・スクールに学び、1922年にはオリヴィエの最初のシェイクスピア劇出演となる聖歌隊の公演である『じゃじゃ馬ならし』でケイト役に扮し、続いて1923年に学校劇で『夏の夜の夢』のパック役を演じて大成功を収める。この頃から俳優になることを決心し、また貧しい家庭環境で息子が世に出るには演劇の道しかないと判断した父親から風呂の中で「お前は俳優になるのだろう?」と言われたこともあり、1924年に17歳でロンドンのセントラル・スクール・オブ・スピーチ・アンド・ドラマに入学した。
1925年にプロとしてスタートを切り、同年の秋にブライトンのヒポドローム劇場での『幽霊列車』で初舞台。1926年にバーミンガムのバーミンガム・レパートリー・シアターの『農夫の妻』の巡業に参加し、そのまま同劇団と契約する。最初は端役しか貰えなかったが、後に『ハムレット』や『マクベス』の古典劇から新作劇まで数々の舞台をこなし、舞台俳優として着実に実績を重ねていく。この頃には生涯の友となるラルフ・リチャードソンと出会う。
1928年にフリーに戻り、1929年に『三階の殺人』のニューヨーク公演にも参加する。
1930年にドイツ・ウーファ社の『The Temporary Widow』にて映画デビュー、また同年には女優のジル・エズモンドと2年間の交際が実って結婚する。結婚後出演したノエル・カワードの舞台劇『私生活』がヒットし、ブロードウェイに進出。1931年、ブロードウェイ公演終了後にハリウッドへ呼ばれ、ラオール・ウォルシュ監督の『貞操切符』など3作品に映画出演、2年近く滞在することになった。
1933年に帰国し、ロンドンの舞台に復帰する。1937年には映画『無敵艦隊』で共演したヴィヴィアン・リーと恋に落ち、人目を忍ぶ仲がしばらく続いた。同年にシェイクスピア劇の本拠オールド・ヴィック・シアターに加わり、『ハムレット』や『十二夜』の舞台が成功したのを機にスター俳優としての声価も確立するようになる。1938年に『嵐が丘』の撮影のため渡米。撮影の合間に『風と共に去りぬ』の映画化が決定したことから、スカーレット・オハラ役を熱望していたリーを呼び寄せて製作者のデヴィッド・O・セルズニックに紹介する。
1940年8月に『美女ありき』の撮影中にエズモンドとの離婚が成立、撮影終了後に晴れてリーと再婚し、帰国する。
帰国後は海軍に志願、航空隊のパイロットとして海軍に在籍中の1943年に、命じられて国威発揚映画『The Demi-Paradise』と『ヘンリィ五世』を監督・主演。特に『ヘンリィ五世』はシェイクスピア劇の完璧な映画化と絶賛される。1944年にはラルフ・リチャードソンとともに、ドイツ空軍のロンドン爆撃で劇場が破壊されて以来、停止していたオールド・ヴィク座の再建に尽力。
終戦後はヨーロッパ各地やニューヨークに巡業し、批評家から絶賛される。これらの功績により、1947年にナイト位を授けられる。この年に製作・監督・脚色・主演した映画『ハムレット』が1948年度のアカデミー作品賞、主演男優賞を受賞。名実共にイギリスを代表する名優にまでのし上がる。
しかし、私生活ではリーのニンフォマニアの症状と躁鬱病の発作に悩まされ続け、1957年に舞台や映画『The Entertainer』で共演した新進女優ジョーン・プロウライトとの生活に安らぎを見出して、ついに1960年にリーと離婚、プロウライトと再婚する（3度目にして最後）。1962年から1963年までナショナル・シアターのディレクターを務め、1970年には俳優として初めて一代貴族に叙され、「ブライトンのオリヴィエ男爵」となる。

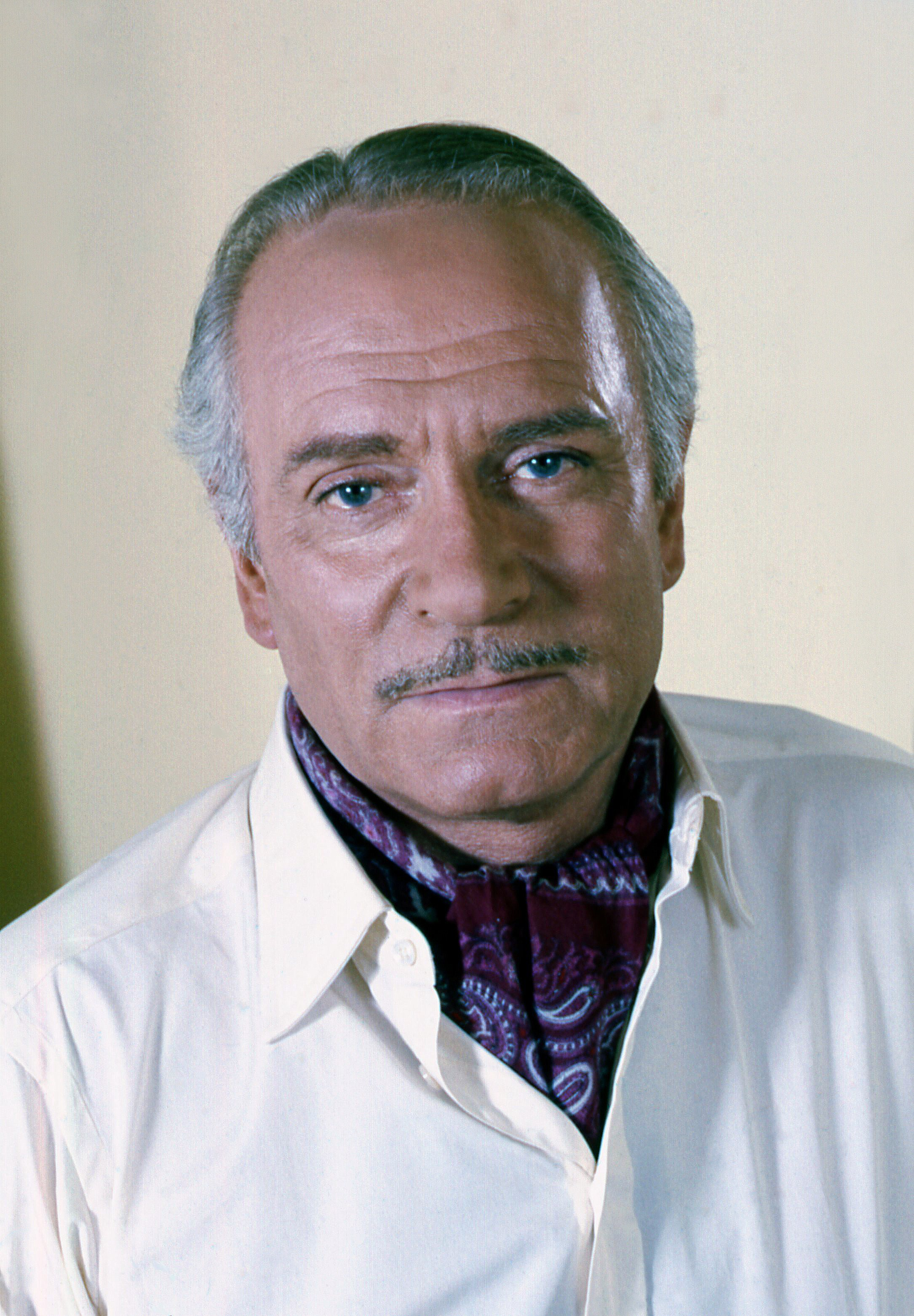
1972年

1989年7月11日、腎不全のため死去。墓所はウェストミンスター寺院。子供はエドモンズの間に1男、プロウライトとの間に1男2女を儲ける。アカデミー賞には、俳優として10回（主演賞9回、助演賞1回）ノミネートされ、特に主演賞9回ノミネートは、スペンサー・トレイシーと並んで歴代1位である。また、1947年と1979年には名誉賞を受賞した。一方、『インチョン!』という迷作に関わってしまったために1982年にはゴールデンラズベリー賞の最低主演男優賞を受賞することとなった。1984年に自伝『一俳優の告白』を発表した。本人が最も気に入っている作品は、意外にも残忍なナチスの残党を演じた1976年の映画『マラソンマン』だという。
オリヴィエの死後に出版された伝記などには、オリヴィエがバイセクシュアルであった可能性が示唆されている。3番目の妻であったジョーン・プロウライトは、オリヴィエは彼女との結婚前にダニー・ケイと関係を持っていたと仄めかしている。また、俳優のデヴィッド・ニーヴンは、ある時オリヴィエとマーロン・ブランドがプールでキスしているところを目撃したと語っている。

## 主な出演作
| 公開年 | 邦題 原題                                                        | 役名                                             | 備考                                  |
| ------ | ---------------------------------------------------------------- | ------------------------------------------------ | ------------------------------------- |
| 1935   | 勇気ある男 Moscow Nights                                         | イヴァン・イグナトフ                             |                                       |
| 1936   | お気に召すまま As You Like It                                    | オーランドー                                     |                                       |
| 1937   | 無敵艦隊 Fire Over England                                       | マイケル・インゴルビー                           |                                       |
| 1937   | 淑女は離婚がお好き The Divorce of Lady X                         | エバラード・ローガン                             |                                       |
| 1939   | スパイは暗躍する Q Planes                                        | トニー                                           |                                       |
| 1939   | 嵐ケ丘 Wuthering Heights                                         | ヒースクリフ                                     |                                       |
| 1940   | 21日間 21 Days                                                   | ラリー                                           |                                       |
| 1940   | レベッカ Rebecca                                                 | マクシム・ド・ウィンター                         |                                       |
| 1940   | 高慢と偏見 Pride and Prejudice                                   | ダーシー                                         |                                       |
| 1941   | 美女ありき That Hamilton Woman                                   | ホレーショ・ネルソン                             |                                       |
| 1941   | 潜水艦轟沈す 49th Parallel                                       | ジョニー                                         |                                       |
| 1944   | ヘンリィ五世 Henry V                                             | ヘンリー五世                                     | 製作・監督・出演                      |
| 1948   | ハムレット Hamlet                                                | ハムレット                                       | 監督・製作・脚本・出演                |
| 1952   | 黄昏 Carrie                                                      | ジョージ・ハーストウッド                         |                                       |
| 1953   | 三文オペラ The Beggar's Opera                                    | マクヒース                                       | 製作・出演                            |
| 1955   | リチャード三世 Richard III                                       | リチャード三世                                   | 製作・監督・出演                      |
| 1957   | 王子と踊子 The Prince and the Showgirl                           | チャールズ大公                                   | 製作・監督・出演                      |
| 1959   | 悪魔の弟子 The Devil's Disciple                                  | ジョン・バーゴイン                               |                                       |
| 1960   | 寄席芸人 The Entertainer                                         | アーチー                                         |                                       |
| 1960   | スパルタカス Spartacus                                           | マルクス・リキニウス・クラッスス                 |                                       |
| 1962   | 可愛い妖精 Term of Trial                                         | グラハム・ウィアー                               |                                       |
| 1965   | バニー・レークは行方不明 Bunny Lake Is Missing                   | ニューハウス                                     |                                       |
| 1965   | オセロ Othello                                                   | オセロー                                         |                                       |
| 1966   | カーツーム Khartoum                                              | マフディー                                       |                                       |
| 1966   | 栄光の座 The Shoes of the Fisherman                              | カメネフ                                         |                                       |
| 1969   | 素晴らしき戦争 Oh! What a Lovely War                             | ジョン・フレンチ卿                               |                                       |
| 1969   | 空軍大戦略 Battle of Britain                                     | サー＝ヒュー・ダウディング大将（空軍最高司令官） |                                       |
| 1969   | さすらいの旅路 David Copperfield                                 | クリークル氏                                     | テレビ映画                            |
| 1970   | 三人姉妹 Three Sisters                                           | Ivan Chebutikin                                  |                                       |
| 1971   | ニコライとアレクサンドラ Nicholas and Alexandra                  | セルゲイ・ヴィッテ                               |                                       |
| 1972   | 探偵スルース Sleuth                                              | アンドリュー                                     |                                       |
| 1972   | レディ・カロライン Lady Caroline Lamb                            | アーサー・ウェルズリー (初代ウェリントン公爵)    |                                       |
| 1975   | 恋の旅路 Love Among the Ruins                                    | Arthur Glanville-Jones                           | テレビ映画                            |
| 1976   | マラソンマン Marathon Man                                        | クリスチャン・スツェル                           |                                       |
| 1976   | シャーロック・ホームズの素敵な挑戦 The Seven-Per-Cent Solution   | ジェームズ・モリアーティ教授                     |                                       |
| 1977   | 遠すぎた橋 A Bridge Too Far                                      | スパンダー                                       |                                       |
| 1978   | ブラジルから来た少年 The Boys from Brazil                        | エズラ・リーベルマン                             |                                       |
| 1978   | ベッツィー The Betsy                                             | ローレン・ハードマン                             |                                       |
| 1979   | リトル・ロマンス A Little Romance                                | ユリウス                                         |                                       |
| 1979   | ドラキュラ Dracula                                               | エイブラハム・ヴァン・ヘルシング                 |                                       |
| 1980   | ジャズ・シンガー The Jazz Singer                                 | カンター・ラビノビッチ                           |                                       |
| 1981   | インチョン! Inchon                                               | ダグラス・マッカーサー                           |                                       |
| 1981   | タイタンの戦い Clash of the Titans                               | ゼウス                                           |                                       |
| 1981   | 華麗なる貴族 Brideshead Revisited                                | Lord Marchmain                                   | テレビ・ミニシリーズ                  |
| 1983   | ミセス・アン/殺しのシナリオ A Talent for Murder                  | トニー・ウェインライト                           | テレビ映画                            |
| 1983   | リア王 King Lear                                                 | リア王                                           | テレビ映画                            |
| 1983   | ワーグナー/偉大なる生涯 Wagner                                   | プフォイファー                                   | テレビミニシリーズ、5エピソードに出演 |
| 1984   | わが父を巡る航海 A Voyage Round My Father                        | クリフォード・モーティマー                       | テレビ映画                            |
| 1984   | バウンティ/愛と反乱の航海 The Bounty                             | フッド提督                                       |                                       |
| 1984   | ジグソーマン The Jigsaw Man                                      | Sir Gerald Scaith                                |                                       |
| 1985   | ワイルド・ギースII Wild Geese II                                 | ルドルフ・ヘス                                   |                                       |
| 1985   | 画家と美女と素敵な生活 The Ebony Tower                           | ヘンリー                                         |                                       |
| 1986   | 愛と戦いの日々 ロマノフ王朝 大帝ピョートルの生涯 Peter the Great | ウィリアム3世 (イングランド王)                   | テレビ・ミニシリーズ                  |
| 1988   | ウォー・レクイエム War Requiem                                   | 老兵士                                           |                                       |

## 受賞歴
| 賞                                   | 年     | 部門                    | 作品                     | 結果       |
| ------------------------------------ | ------ | ----------------------- | ------------------------ | ---------- |
| アカデミー賞                         | 1939年 | 主演男優賞              | 『嵐が丘』               | ノミネート |
| アカデミー賞                         | 1940年 | 主演男優賞              | 『レベッカ』             | ノミネート |
| アカデミー賞                         | 1946年 | 作品賞                  | 『ヘンリィ五世』         | ノミネート |
| アカデミー賞                         | 1946年 | 主演男優賞              | 『ヘンリィ五世』         | ノミネート |
| アカデミー賞                         | 1946年 | 名誉賞                  | -                        | 受賞       |
| アカデミー賞                         | 1948年 | 作品賞                  | 『ハムレット』           | 受賞       |
| アカデミー賞                         | 1948年 | 監督賞                  | 『ハムレット』           | ノミネート |
| アカデミー賞                         | 1948年 | 主演男優賞              | 『ハムレット』           | 受賞       |
| アカデミー賞                         | 1956年 | 主演男優賞              | 『リチャード三世』       | ノミネート |
| アカデミー賞                         | 1960年 | 主演男優賞              | 『寄席芸人』             | ノミネート |
| アカデミー賞                         | 1965年 | 主演男優賞              | 『オセロ』               | ノミネート |
| アカデミー賞                         | 1972年 | 主演男優賞              | 『探偵スルース』         | ノミネート |
| アカデミー賞                         | 1976年 | 助演男優賞              | 『マラソンマン』         | ノミネート |
| アカデミー賞                         | 1978年 | 主演男優賞              | 『ブラジルから来た少年』 | ノミネート |
| アカデミー賞                         | 1978年 | 名誉賞                  | -                        | 受賞       |
| ナショナル・ボード・オブ・レビュー賞 | 1939年 | 演技賞                  | 『嵐が丘』               | 受賞       |
| ナショナル・ボード・オブ・レビュー賞 | 1946年 | 男優賞                  | 『ヘンリィ五世』         | 受賞       |
| ナショナル・ボード・オブ・レビュー賞 | 1978年 | 男優賞                  | 『ブラジルから来た少年』 | 受賞       |
| ヴェネツィア国際映画祭               | 1946年 | 国際賞                  | 『ヘンリィ五世』         | 受賞       |
| ヴェネツィア国際映画祭               | 1948年 | 金獅子賞                | 『ハムレット』           | 受賞       |
| ヴェネツィア国際映画祭               | 1948年 | イタリア批評家賞        | 『ハムレット』           | 受賞       |
| ニューヨーク映画批評家協会賞         | 1946年 | 主演男優賞              | 『ヘンリィ五世』         | 受賞       |
| ニューヨーク映画批評家協会賞         | 1948年 | 主演男優賞              | 『ハムレット』           | 受賞       |
| ニューヨーク映画批評家協会賞         | 1972年 | 主演男優賞              | 『探偵スルース』         | 受賞       |
| ゴールデングローブ賞                 | 1948年 | 主演男優賞              | 『ハムレット』           | 受賞       |
| ゴールデングローブ賞                 | 1960年 | 主演男優賞 (ドラマ部門) | 『スパルタカス』         | ノミネート |
| ゴールデングローブ賞                 | 1972年 | 主演男優賞 (ドラマ部門) | 『探偵スルース』         | ノミネート |
| ゴールデングローブ賞                 | 1976年 | 助演男優賞              | 『マラソンマン』         | 受賞       |
| ゴールデングローブ賞                 | 1979年 | 助演男優賞              | 『リトル・ロマンス』     | ノミネート |
| ゴールデングローブ賞                 | 1982年 | セシル・B・デミル賞     | -                        | 受賞       |
| 英国アカデミー賞                     | 1948年 | 総合作品賞              | 『ハムレット』           | 受賞       |
| 英国アカデミー賞                     | 1948年 | 英国作品賞              | 『ハムレット』           | ノミネート |
| 英国アカデミー賞                     | 1952年 | 英国男優賞              | 『黄昏』                 | ノミネート |
| 英国アカデミー賞                     | 1955年 | 総合作品賞              | 『リチャード三世』       | 受賞       |
| 英国アカデミー賞                     | 1955年 | 英国作品賞              | 『リチャード三世』       | 受賞       |
| 英国アカデミー賞                     | 1955年 | 英国男優賞              | 『リチャード三世』       | 受賞       |
| 英国アカデミー賞                     | 1957年 | 英国男優賞              | 『王子と踊子』           | ノミネート |
| 英国アカデミー賞                     | 1959年 | 英国男優賞              | 『悪魔の弟子』           | ノミネート |
| 英国アカデミー賞                     | 1960年 | 英国男優賞              | 『寄席芸人』             | ノミネート |
| 英国アカデミー賞                     | 1962年 | 英国男優賞              | 『可愛い妖精』           | ノミネート |
| 英国アカデミー賞                     | 1969年 | 助演男優賞              | 『素晴らしき戦争』       | 受賞       |
| 英国アカデミー賞                     | 1973年 | 主演男優賞              | 『探偵スルース』         | ノミネート |
| 英国アカデミー賞                     | 1975年 | フェローシップ賞        | -                        | 受賞       |
| ボディル賞                           | 1949年 | 非アメリカ映画賞        | 『ハムレット』           | 受賞       |
| ナストロ・ダルジェント賞             | 1950年 | 外国監督賞              | 『ヘンリィ五世』         | 受賞       |
| ベルリン国際映画祭                   | 1956年 | 審査員特別賞            | 『リチャード三世』       | 受賞       |
| ダヴィッド・ディ・ドナテッロ賞       | 1957年 | 外国男優賞              | 『リチャード三世』       | 受賞       |
| ダヴィッド・ディ・ドナテッロ賞       | 1973年 | 外国男優賞              | 『探偵スルース』         | 受賞       |
| カルロヴィ・ヴァリ国際映画祭         | 1960年 | 男優賞                  | 『寄席芸人』             | 受賞       |
| ゴールデンラズベリー賞               | 1980年 | 最低助演男優賞          | 『ジャズ・シンガー』     | 受賞       |
| ゴールデンラズベリー賞               | 1982年 | 最低主演男優賞          | 『インチョン!』          | 受賞       |
| BFIフェローシップ賞                  | 1985年 | -                       | -                        | 受賞       |
| アルバート・メダル                   | 1976年 | -                       | -                        | 受賞       |

## 著書
- 『一俳優の告白 ローレンス・オリヴィエ自伝』 小田島雄志訳、文藝春秋、1986年
- 『演技について』 倉橋健・甲斐万里江訳、早川書房、1989年

## 参照
1. ↑  “往年の海外ムービースター　写真特集”. 時事ドットコム 2020年7月10日閲覧。
2. ↑  Olivier, Laurence (1985). Confessions of an Actor: An Autobiography. New York: Simon and Schuster. ISBN 0-671-41701-0
3. ↑  “All Saints Margaret Street: Music”.  London:  All Saints Church. 2010年5月10日時点のオリジナルよりアーカイブ。2010年1月26日閲覧。
4. ↑  Agee, James. "Masterpiece". James Agee: Film Writing and Selected Journalism New York: Library of America, 2005; ISBN 1-931082-82-0. pp 412–20. A review of Henry V, first published in Time (8 April 1946) and from there reprinted within Agee on Film, which is reprinted in toto within the newer book. The second part of this article is reproduced as Laurence Olivier Biography.
5. ↑  A short summary of Olivier's life, found on his official site, laurenceolivier.com
6. ↑  “No. 45117”. The London Gazette (Supplement) (英語). 5 June 1970. p. 6365. 2007年12月18日閲覧.
7. ↑  “No. 45319”. The London Gazette (英語). 9 March 1971. p. 2001. 2011年9月23日閲覧.
8. ↑  “Laurence Olivier HONORARY AWARD” (英語). Oscars.org（ACADEMY AWARDS DATABASE）.   AMPAS. 2025年6月20日閲覧。
9. ↑  Coleman, Terry (2005). Olivier. Henry Hilt and Co.. ISBN 0805075364
10. ↑  Filmbug Laurence Olivier Page
11. ↑  Thornton, Michael. TV & showbiz, Daily Mail, 1 September 2006. Retrieved on 2006 December 30.